# Karol Adam Romer

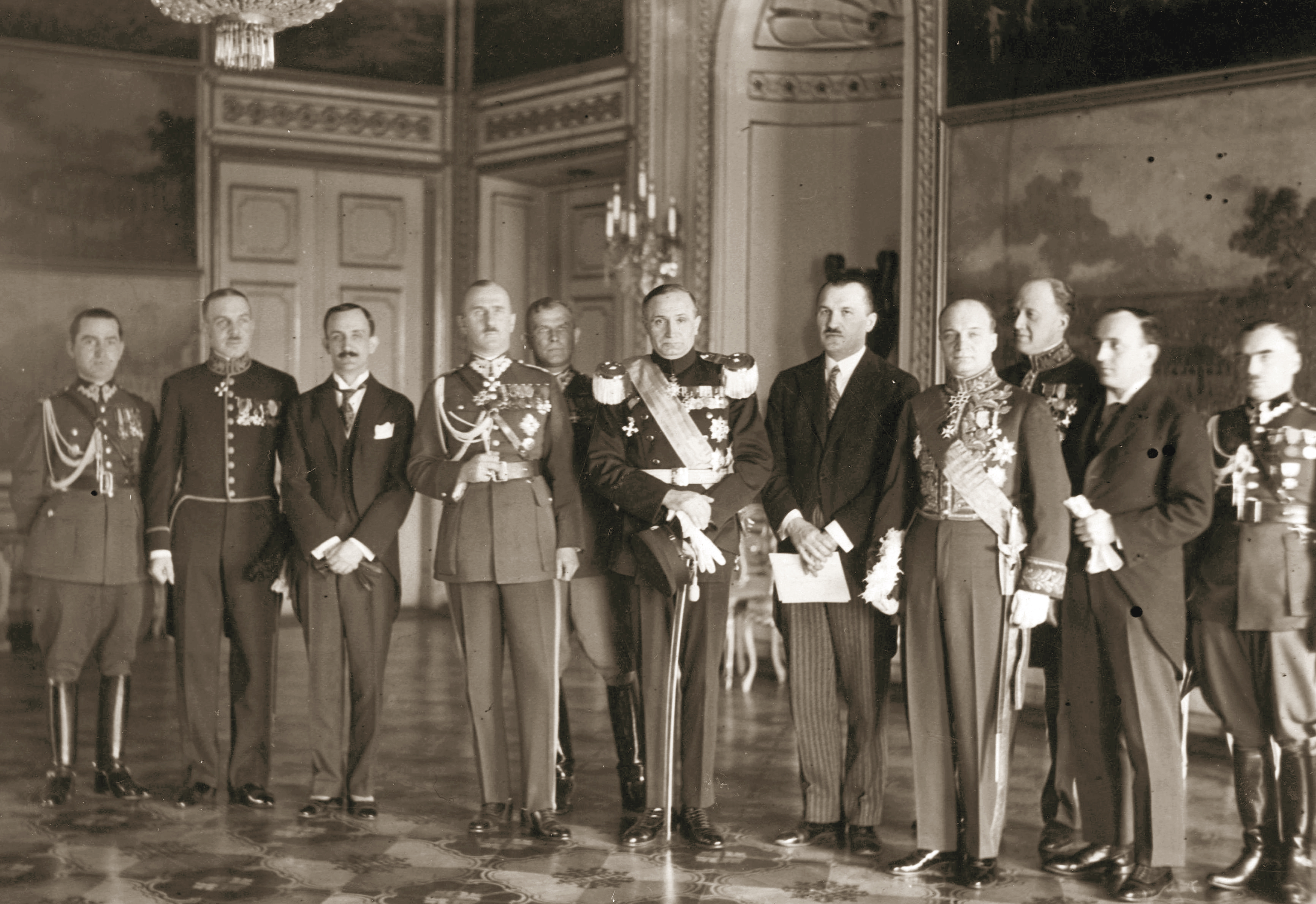
Złożenie listów uwierzytelniających prezydentowi RP przez posła Jugosławii Branco Lazarevicia 14 marca 1929 r.; Karol Adam Romer czwarty z prawej.

Karol Adam Maria Romer (ur. 27 września 1885 w Neutitschein, zm. 24 kwietnia 1938 w Inwałdzie) – polski hrabia, dyplomata i wysoki urzędnik Ministerstwa Spraw Zagranicznych.

## Życiorys
Pochodził z rodziny ziemiańskiej. Był synem Adama (1856–1938, wieloletniego starosty powiatowego na Morawach) i Elżbiety z domu Vetter von der Lilie (1859–1936). Jego rodzeństwem byli Maria, Adam (1892-1965, także dyplomata) i Rodryg (ur. 1903, ziemianin, porucznik kawalerii Wojska Polskiego).
Uczęszczał do Theresianum w Wiedniu, na Uniwersytecie Wiedeńskim ukończył studia prawnicze. Po odbyciu służby wojskowej pracował w Ministerstwie Spraw Zagranicznych w Wiedniu (od czerwca 1909), z przerwą na ponowną służbę w wojsku w czasie I wojny światowej (1914–1916). Doszedł do stanowiska wicesekretarza ministra.
W styczniu 1919 rozpoczął pracę w dyplomacji polskiej, ale kolejne 9 lat pozostawał nadal w Wiedniu, pracując w poselstwie polskim. Uzyskał w tym czasie kolejne awanse w hierarchii zawodowej, do tytułu radcy poselstwa I klasy (1925). Wraz z końcem 1927 został przeniesiony do Warszawy, gdzie objął funkcję zastępcy naczelnika wydziału w Departamencie Politycznym Ministerstwa Spraw Zagranicznych, wkrótce z tytułem radcy ministerstwa. We wrześniu 1928 zajął miejsce Stefana Przezdzieckiego (przeniesionego na placówkę do Rzymu) na stanowisku dyrektora Protokołu Dyplomatycznego, od sierpnia 1929 z tytułem ministra pełnomocnego i posła nadzwyczajnego. W czasie 10-letniego okresu pełnienia tej funkcji zyskał opinię wybitnego znawcy techniki dyplomatycznej. Był przewidywany na ambasadora Polski przy Watykanie (po zmarłym w 1937 Władysławie Skrzyńskim), zanim jednak doszło do nominacji, zmarł tragicznie wskutek wypadku z bronią podczas polowania.
27 kwietnia 1938 został pochowany w Inwałdzie. W uroczystościach żałobnych w Warszawie brał udział m.in. nuncjusz w Polsce, arcybiskup Filippo Cortesi.
Był dwukrotnie żonaty – od 1915 z Marią Krystyną von Sobeck, Skal und Kornitz (1885–1918), arystokratką austriacką i od 1924 z Olgą Mitilineu (1896–1985), córką dyplomaty rumuńskiego. Pierwsze małżeństwo było bezdzietne (Romer wychowywał dwóch synów żony z jej poprzedniego małżeństwa), z drugiego miał córkę Marię Wandę zamężną Sartorio (ur. 1932).

## Ordery i odznaczenia
- Krzyż Komandorski Orderu Odrodzenia Polski (27 listopada 1929)[5]
- Złoty Krzyż Zasługi[6]
- Medal Dziesięciolecia Odzyskanej Niepodległości[6]
- Wielka Gwiazda Odznaki Honorowej na Wstędze za Zasługi (Austria, 1934)[7]
- Wielki Oficer Orderu śś. Maurycego i Łazarza (Włochy, 1932)[6][8]
- Krzyż Wielki Orderu św. Sawy (Jugosławia, 1932)[6][9]
- Krzyż Wielki Orderu Gwiazdy Rumunii (Rumunia, 1938)[10]
- Krzyż Wielki Orderu Korony Rumunii (Rumunia)[6]
- Krzyż Wielki Orderu Zasługi (Portugalia, 1931)[11]
- Krzyż Wielki Orderu Feniksa (Grecja, 1932)[6][8]
- Krzyż Wielki Orderu Białej Róży Finlandii (Finlandia, 1934)[6][7]
- Krzyż Wielki Orderu Leopolda (Belgia)[6]
- Krzyż Wielki Orderu Leopolda II (Belgia, 1935)[12]
- Krzyż Komandorski z Gwiazdą Orderu Karola III (Hiszpania)[6]
- Krzyż Komandorski z Gwiazdą Orderu Trzech Gwiazd (Łotwa)[6]
- Krzyż Komandorski z Gwiazdą Orderu Zasługi (Chile, 1931)[6][11]
- Krzyż Komandorski z Gwiazdą Orderu Danebroga (Dania, 1934)[6][7]
- Krzyż Komandorski z Gwiazdą Orderu Krzyża Orła (Estonia, 1934)[13][14]
- Krzyż Komandorski z Gwiazdą Orderu Krzyża Południa (Brazylia, 1936)[15]
- Krzyż Komandorski Orderu Legii Honorowej (Francja)[6]
- Krzyż Komandorski Orderu Zasługi Wojskowej i Cywilnej (Luksemburg)[6].
- Krzyż Kawalerski Orderu Korony Włoch (Włochy)[6]
- Krzyż Orderu Zasługi (Węgry)[6].